# عين المعمودية
عين المعمودية هي عين ماء تقع إلى الغرب من مدينة الخليل في منطقة تفوح، بمحافظة الخليل جنوب الضفة الغربية، فلسطين.

## الموقع
تقع في منطقة تعرف خربة الدير الأثرية وتعرف الخربة باسم العين، ضمن أراضي تفوح، تضم الخرية عدة مواقع أبرزها عين المعمودية، وبقايا آثار كنيسة ودير مبني من الحجارة تعود إلى العهد البيزنطي، وقلعة في أعلى الجبل، تجري أعمال التنقيب والحفر فيها من قبل الجهات المختصة باستمرار.

## الاستخدام
تستخدم مياه عين المعمودية هذه الأيام للشرب وأغراض الزراعة، يعتمد عليها السكان وأصحاب الأراضي المجاورة، وتنقل المياه منها بواسطة صهاريج للمناطق البعيدة.